# Göteborgs-Posten
O Göteborgs-Posten (LITERALMENTE Correio de Gotemburgo) é um jornal diário generalista de Gotemburgo, na Suécia.
Popularmente chamado ”GP”, cobre notícias nacionais e internacionais, com relevo para os acontecimentos de Gotemburgo e do Oeste da Suécia (Västsverige). Tem uma linha política liberal.Com mais de 400 000 leitores, é o segundo maior diário matinal da Suécia, a seguir ao Dagens Nyheter de Estocolmo. Em 1995 lançou a sua edição na Internet, e em 2004 adotou o formato tablóide. Desde 2017, o redator-chefe é Christofer Ahlqvist.
O jornal Göteborgs-Posten foi fundado em 1859, tendo sido precedido por dois periódicos com o mesmo nome em 1813 e 1831.